# LLSVP

지진파 토모그래피에 의해 추정되는 LLSVP의 애니메이션

LLSVP(Large low-shear-velocity provonces, 거대저속도영역)이란, 지구의 맨틀 최하부에 존재하는 대규모 구조의 모임이다.
이 영역에서는 전단속도가 낮은 특징이 있어, 지진파 토모그래피에 의해 발견되었다. 주요한 2개의 영역이 태평양과 아메리카 대륙 밑에 수천 km 스케일로 존재하고, 구텐베르크-불연속면에서 수직방향으로 최대 1,000km, 횡방향으로 수천km의 너비를 가지고 있다. 이들 영역은 맨틀 체적의 약 8% (지구 전체의 6%)에 상당한다.

## 기원
현재의 주요 가설은 침몰 한 해양 슬라브의 축적에 의해 발생한다는 것이다 .
두 번째 가설은 거대 충돌 가설 과 관련되어 있다는 것이다. 원시 지구가 테이아라고 불리는 화성 크기의 천체와 충돌했을 때 테이아의 맨틀의 파편이 지구의 코어와 맨틀의 경계에 침몰하여 LLSVP의 기원이 되었음을 시사하고 있다. 2023년에 애리조나 주립대학 등의 연구 그룹이 실시한 검증에서도 LLSVP의 조성이 주위와는 달리 철을 많이 포함해 달의 조성에 가까운 것 등에 주목하여 LLSVP가 지구에 흡수된 테이아의 잔해일 가능성이 나타났다 .

## 참고문헌
- Possible reservoirs of radioactivity in the deep mantle (PDF)

## 관련 항목
- 플룸 구조론